# Episodi di Grani di pepe (undicesima stagione)
L'undicesima stagione della serie televisiva Grani di pepe è stata trasmessa in Germania dal 25 ottobre al 27 dicembre 2014 sul canale Das Erste.
| N° | Titolo originale    | Prima TV Germania |
| -- | ------------------- | ----------------- |
| 1  | Abschied tut weh    | 25 ottobre 2014   |
| 2  | Notendruck          | 25 ottobre 2014   |
| 3  | Gekaufte Spiele     | 25 ottobre 2014   |
| 4  | Campingfreunde      | 26 ottobre 2014   |
| 5  | Geködert            | 26 ottobre 2014   |
| 6  | Ceydas Geheimnis    | 26 ottobre 2014   |
| 7  | Gefährlicher Gegner | 26 ottobre 2014   |
| 8  | Munition            | 13 dicembre 2014  |
| 9  | Liebe macht blind   | 20 dicembre 2014  |
| 10 | Blütenregen         | 20 dicembre 2014  |
| 11 | Kinderkram          | 20 dicembre 2014  |
| 12 | Der Bootsklau       | 27 dicembre 2014  |
| 13 | Endlich Hochzeit    | 27 dicembre 2014  |

## Abschied tut weh
- Scritto da: Anja Jabs
- Diretto da: Klaus Wirbitzky